# Telegames
Telegames est un studio de développement et d'édition de jeux vidéo américain basé à Gun Barrel City. Il est associé à un centre d'opérations en Angleterre.
La société est connue pour travailler des plates-formes « abandonnées » ou « délaissées » par leurs constructeurs. Par exemple, en 1997, la société était l'unique éditeur sur Atari Jaguar.
Elle développe et édite également des jeux sur consoles portables et tablettes comme Ultimate Card Games, Ultimate Brain Games, Back Track ou Urban Yeti!.